# Тимець Олег Володимирович
Олег Богданович Тимець (нар. 26 вересня 1971, Тернопільська область, УРСР) — український футболіст, захисник. По завершенні кар'єри — тренер.

## Кар'єра гравця
Футбольну кар'єру розпочав 1992 року в аматорській бережанській «Лисоні». У другій половині сезону 1992/93 років вперше приєднався до складу «Зорі» (Хоростків), де на позиції захисника виступав в аматорському чемпіонаті України. У сезоні 1993/94 років зіграв за команду 6 матчів в аматорському чемпіонаті України. Потім захищав кольори аматорських та нижчолігових українських клубів «Лімниця» (Перегінськ), «АДВІС» (Хмельницький), «Темп-АДВІС» (Хмельницький), «Хутровик» (Тисмениця), «Покуття» (Коломия) та «Кристал» (Чортків). У 1998 році виїхав до Казахстану, де захищав кольори клубів «Іртиш» (Павлодар), «Кайсар» та «Каспій» (Актау). Влітку 2002 року повернувся до України, де став гравцем клубу з Бережан, який на той час змінив назву на «Сокіл». На початку наступного 2003 року перейшов у рогатинський «Техно-Центр», де й завершив професіональну кар'єру. Окрім цього, у 2003 році виступав за хоростківську «Зорю», якій допоміг виграти першу групу чемпіонату Тернопільської області. У 2011 році зіграв 14 матчів у чемпіонаті Львівської області за «Газовик-Хуртовину».

## Кар'єра тренера
По завершенні кар'єри гравця розпочав тренерську діяльність. Тренував аматорський колектив «Лісма» (Шляхтинці). У сезоні 2018/19 років разом з командою виграв Лігу чемпіонів Тернопільщини, а в сезоні 2019/20 років — дійшов до 1/4 фіналу вище вказаного турніру.
У червні 2020 року призначений головним тренером хоростківської «Зорі».

## Досягнення

### Як гравця
«Іртиш» (Павлодар)
- Кубок Казахстану
  -  Володар (1): 1997/98

«Кайсар»
- Кубок Казахстану
  -  Володар (1): 1998/99